# Aspticka
Aspticka (Phellinus tremulae) är en svampart som först beskrevs av Appollinaris Semenovich Bondartsev, och fick sitt nu gällande namn av Bondartsev & P.N. Borisov 1953. Aspticka ingår i släktet Phellinus och familjen Hymenochaetaceae.  Arten är reproducerande i Sverige. Inga underarter finns listade i Catalogue of Life.

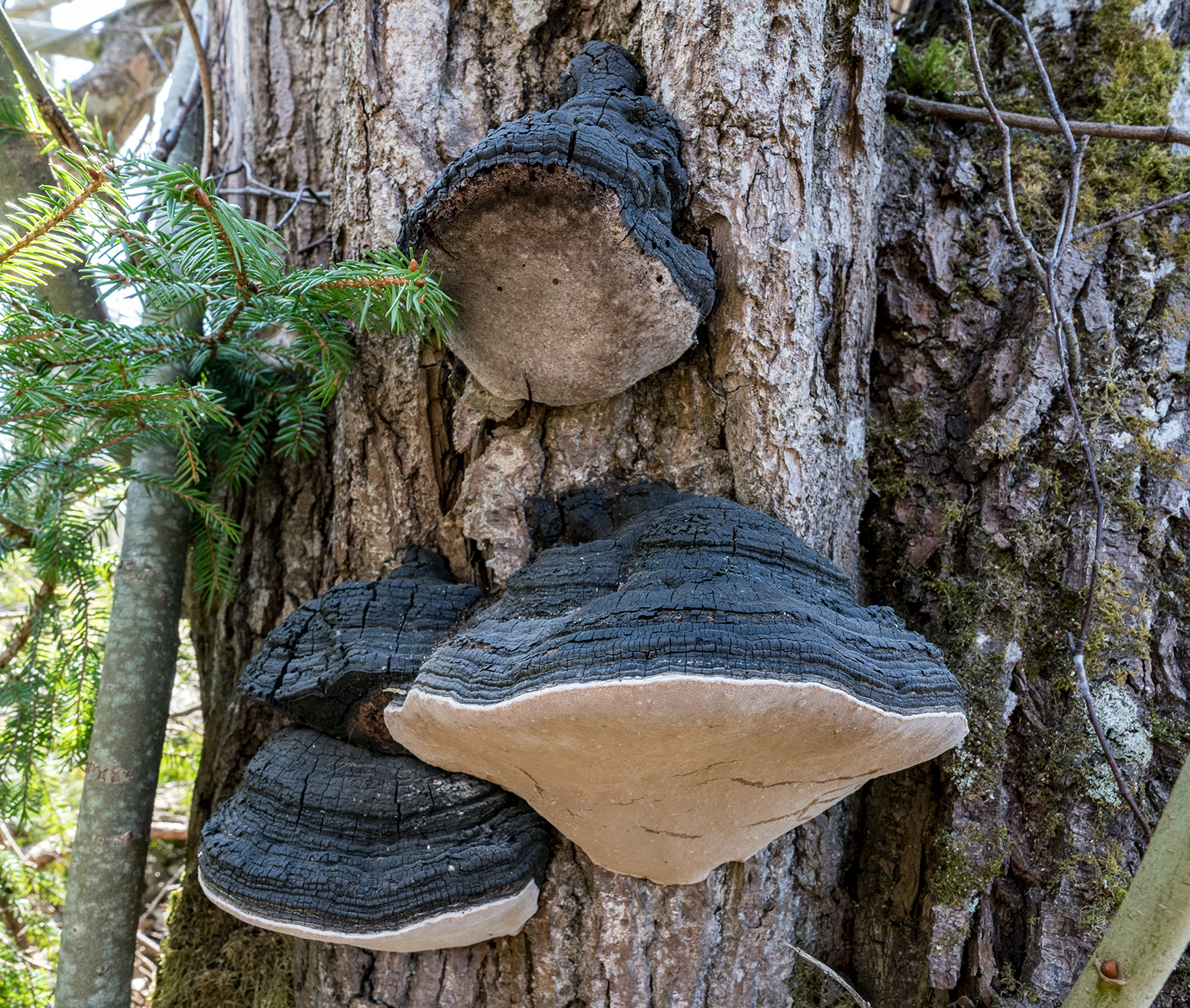
Asptickor på lövträd.